# Akishima
Akishima (昭島市, Akishima-shi) és una ciutat i municipi del Tòquio occidental, a la metròpolis de Tòquio, a la regió de Kanto, Japó.

## Geografia
El municipi d'Akishima es troba administrativament dins de Tòquio, a la regió de Tòquio Occidental. La ciutat es a les faldes de les muntanyes d'Okutama i al costat del riu Tama a una alçaria d'entre 76 i 171 metres sobre el nivell de la mar. El municipi es troba a 35 quilòmetres del centre de Tòquio aproximadament. El terme municipal d'Akishima limita amb els municipis de Tachikawa, Fussa, Hachiōji i Hino, tots ells a Tòquio.

## Història
La zona on actualment es troba el municipi d'Akishima va formar part de l'antiga província de Musashi fins a la fi del període Tokugawa. El municipi d'Akishima va ser fundat l'1 de maig de 1954 amb la unió de diversos pobles. El nom del nou municipi prové del kunyomi del primer kanji del nom de l'antic poble de Shōwa i del onyomi del segon kanji del poble d'Hajima.

## Administració

### Batlles
| Nom | Nom                   | Inici | Fi   |
| --- | --------------------- | ----- | ---- |
|     | Eihiko Itô            | 1954  | 1956 |
|     | Takamitsu Nakamura    | 1956  | 1964 |
|     | Motoyoshi Shindô      | 1964  | 1976 |
|     | Shiba Sashima         | 1976  | 1984 |
|     | Yoshihiko Itô         | 1984  | 1996 |
|     | Jôichi Kitagawa (PLD) | 1996  | 2016 |
|     | Shinsuke Usui (PLD)   | 2016  | Ara  |

## Demografia
| 1920    | 1930    | 1940    | 1950    | 1960   | 1970   | 1980   |
| ------- | ------- | ------- | ------- | ------ | ------ | ------ |
| 5.896   | 7.500   | 13.936  | 31.692  | 44.805 | 75.662 | 89.344 |
| 1990    | 2000    | 2010    | 2020    | 2030   | 2040   | 2050   |
| 105.372 | 106.532 | 112.286 | 112.247 | -      | -      | -      |

## Transport

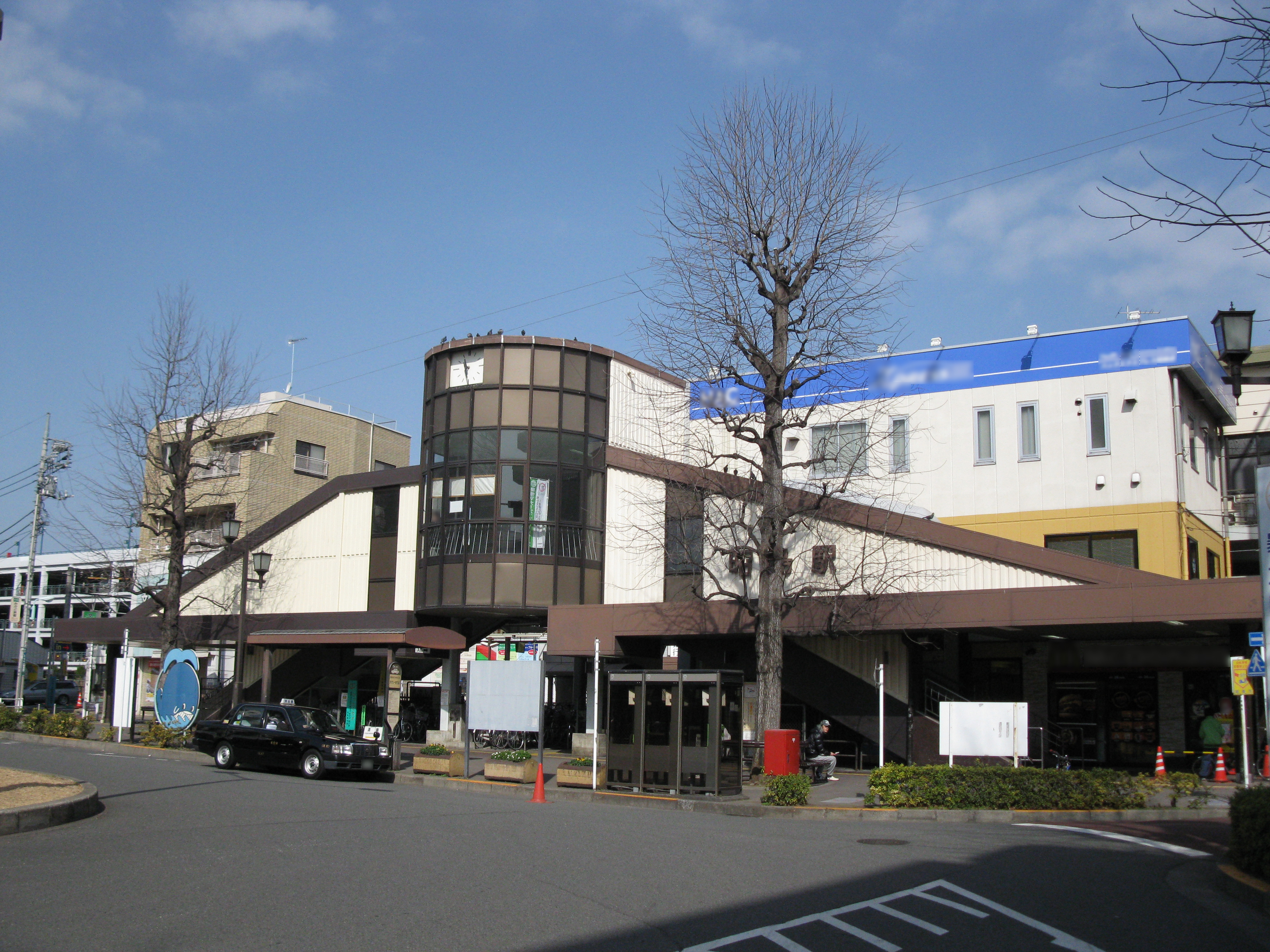
Estació d'Akishima

### Ferrocarril
- Companyia de Ferrocarrils del Japó Oriental (JR East)
  - Higashi-Nakagami - Nakagami - Akishima - Haijima

### Carretera
- Nacional 16
- Diverses vies d'àmbit prefectural propietat del Govern Metropolità de Tòquio.